# Liga de Béisbol Profesional de la República Dominicana 2001-02
La temporada de la Liga Dominicana de Béisbol Profesional 2001-2002 fue la 48.ª edición de este campeonato. La temporada regular comenzó en octubre de 2001 y finalizó en diciembre de 2001. El Todos contra Todos o Round Robin inició a finales de diciembre de 2001 y finalizó el martes 22 de enero de 2002. La Serie Final se llevó a cabo, iniciando y concluyendo en el mismo mes de enero de 2002, cuando los Tigres del Licey se coronaron campeones de la liga sobre las Águilas Cibaeñas.